# ملادن کوشچاک
ملادن کوشچاک (انگلیسی: Mladen Koščak؛ ۱۶ اکتبر ۱۹۳۶ – ۳ اوت ۱۹۹۷) بازیکن فوتبال اهل کرواسی بود.
از باشگاه‌هایی که در آن بازی کرده‌است می‌توان به باشگاه فوتبال دینامو زاگرب اشاره کرد.
وی همچنین در تیم ملی فوتبال یوگسلاوی بازی کرده‌است.
وی در مسابقات کشوری و بین‌المللی در مجموع برندهٔ ۱ مدال نقره شده‌است.